# Stará Ves (Stará Ves nad Ondřejnicí)
Stará Ves je část obce Stará Ves nad Ondřejnicí v okrese Ostrava-město. Nachází se na jihovýchodě Staré Vsi nad Ondřejnicí. V roce 2009 zde bylo evidováno 684 adres. V roce 2001 zde trvale žilo 2110 obyvatel.
Stará Ves leží v katastrálním území Stará Ves nad Ondřejnicí o rozloze 14,01 km2.

## Osobnosti
- Josef Sýkora (1851–1920), starosta obce, katolický politik, zemský poslanec